# Холмская епархия (Русская православная церковь)
Холмская епархия (пол. Chełmska diecezja) — православная епархия, существовавшая с 1905 по 1923 год. Находилась в ведении Русской православной церкви.

## История
11 мая 1875 года провозглашено воссоединение холмских греко-униатов с Православной церковью, а её епископ Маркелл (Попель) хиротонисан в архиепископа Люблинского.
В 1905 году Холмско-Варшавская епархия была разделена на Холмскую в составе Люблинской и Седлецкой губерний, с местопребыванием епископа в городе Холме и с присвоением ему наименования Холмского и Люблинского.
Пресеклась в начале 1920 годов в связи с присоединением Холмщины к новообразованному Польскому государству.

## Епископы
- 18 июля 1905 — 14 мая 1914 — Евлогий (Георгиевский)
- 26 октября 1907 — 14 марта 1908 — Андроник (Никольский)  в/у
- 1910 — Владимир (Тихоницкий)  в/у, епископ Белостокский
- 27 мая 1914 — 10 декабря 1915 — Анастасий (Грибановский)
- 21 апреля 1916 — 27 мая 1917 — Серафим (Остроумов)  в/у
- 1918—1921 — Дионисий (Валединский) (в/у)
- 17 апреля 1921 — 12 февраля 1922 — Сергий (Королёв)  в/у, епископ Бельский
- 12 февраля 1922 — 8 февраля 1923 — Георгий (Ярошевский)  в/у, митрополит Варшавский